# Ceroma similis
Espèce
Ceroma similis est une espèce de solifuges de la famille des Ceromidae.

## Distribution
Cette espèce est endémique de Tanzanie. Elle se rencontre vers Arusha.

## Publication originale
- Roewer, 1941 : Solifugen  1934–1940. Veröffentlichungen des Deutschen Kolonial Ubersee-Museums, Bremen, vol. 3, p. 97–192.